# Eyad al-Gharib
Eyad al-Gharib, né en 1976 à Mohassan, est un ancien sergent des services de renseignements syrien. Il se réfugie en Allemagne après avoir déserté et fui la Syrie. En 2019, il y est arrêté car il est soupçonné de complicité de crimes contre l'humanité. Le 24 février 2021, il est reconnu coupable par la justice allemande. C'est la première condamnation au monde pour des exactions ayant eu lieu pendant le conflit syrien.

## Biographie
Eyad Al-Gharib naît en 1976 à Mohassan, près de Deir ez-Zor, dans l’est de la Syrie. Fils de paysans, il quitte la région à la fin du lycée en 1994 pour la capitale, où il s’engage au sein des renseignements généraux en 1996. Eyad al-Gharib postule aux services de renseignements alors qu'il est âgé d'une vingtaine d'années. Il y travaille comme instructeur pendant plus de dix ans, chargé de l’entraînement physique et militaire des nouvelles recrues. Il y enseigne le maniement des fusils, des grenades et des bombes à fragmentation.
En 2010, il est transféré à la branche 251, au département « religion » , où il doit effectuer des rapports sur les prêches dans les mosquées pour savoir si des imams critiquent le régime. Plus tard, lassé des tâches administratives, il demande à être transféré à la subdivision 40 de la Branche 251, en ne pouvant ignorer ce qui s'y passe. À partir de février-mars 2011, les arrestations, la torture et les décès sous la torture se multiplient. Al-Gharib est chargé de la répression violente et des arrestations lors des manifestations.
Eyad al-Gharib déserte en 2012 et fuit la Syrie en 2013. Il arrive en Allemagne le 25 avril 2018 après être passé par la Turquie puis en Grèce. Il explique aux autorités allemandes son rôle au service de régime syrien.

## Arrestation et condamnation
La Syrie n'en étant pas membre, la Cour Pénale Internationale ne peut être saisie que sur saisie du Conseil de sécurité des Nations unies, rendue impossible par les vétos de la Russie et la Chine. C'est donc la justice allemande qui est saisie, au nom de la compétence universelle.
Une enquête préliminaire ouverte conjointement par les justices française et allemande début 2018 résulte, le 12 février 2019, en une triple arrestation, la première au monde concernant des crimes attribuées au régime syrien. Anwar Raslan et Eyad al-Gharib sont arrêtés en Allemagne et un troisième ancien militaire syrien, âgé de 30 ans, est arrêté en France, son identité n'est pas révélée par les autorités françaises.
Les premières audiences pour ce premier procès pour crimes contre l'humanité commencent le 23 avril 2020 à Coblence, en Allemagne, où il est jugé en compagnie d'un coaccusé, le colonel Anwar Raslan, accusé de crimes contre l'humanité. Eyad al-Gharib est pour sa part accusé de complicité pour au moins trente cas de torture. Il a mené l'arrestation d'une trentaine de manifestants pacifistes à l'automne 2011, dans la ville de Douma, dans la Ghouta orientale, banlieue nord-est de Damas. Il a emmené ces manifestant à la branche 251, où, selon divers témoignages et selon le procureur, al-Gharib « ne pouvait ignorer qu'ils seraient torturés »,.
Pour sa défense, il plaide l'obéissance aux ordres, n'étant qu'un subalterne dans le système des services de renseignements, et la difficulté de déserter. Selon lui, une fois entré à la section 40, on ne peut en sortir, « c'est comme une mafia »,. Si l'immense difficulté de déserter le régime, au risque de représailles envers toute la famille, est reconnu, il lui est reproché d'avoir accepté, contribué, et participé aux exactions et à des ordres manifestement illégaux pendant plusieurs mois. Il est également soupçonné d'avoir accompagné un convoi de corps de détenus morts sous la torture, vers des fosses communes. Le procureur requiert cinq ans et demi d'emprisonnement.
Le 24 février 2021, il est reconnu coupable par la justice allemande. C'est la première condamnation au monde pour des exactions ayant eu lieu pendant le conflit syrien. Eyad al-Gharib est condamné à quatre ans et demi d'emprisonnement. Cette condamnation reconnaît pour la première fois légalement que les crimes commis dans les prisons du régime syrien de Bachar el-Assad sont effectivement des crimes contre l'humanité.